# Masdevallia carpishica
Masdevallia carpishica là một loài thực vật có hoa trong họ Lan. Loài này được Luer & Cloes mô tả khoa học đầu tiên năm 1999.